# Margarethe I.
Margarethe I. (dänisch Margrete I.; * 1353 auf Søborg Slot, heute Gribskov Kommune; † 28. Oktober 1412 in Flensburg) war Herrscherin von Dänemark, Norwegen und Schweden sowie Begründerin des skandinavischen Reichsverbundes der rechtlich nie etablierten Kalmarer Union (1397–1523).

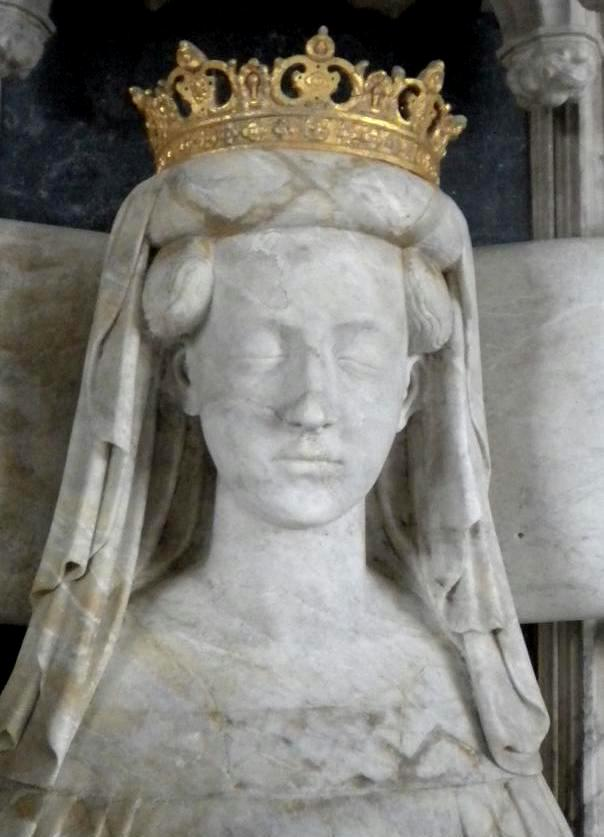
Porträtdetail von Margarethes Sarkophag in der Domkirche zu Roskilde

Margarethe, dänische Königstochter und Mutter eines dänischen Königs, führte selbst nie den Titel einer dänischen Königin, da die weibliche Thronfolge in Dänemark nicht vorgesehen war. Als Ehefrau des norwegischen Königs Håkon VI. führte sie vielmehr den Titel Königin von Norwegen und ab 1375 auch den Titel Königin von Schweden, da ihr Ehemann Ansprüche auf den schwedischen Thron erhob, ohne diese jedoch durchsetzen zu können.
Nach dem Tod ihres Vaters Waldemar IV. Atterdag 1375 setzte sie in dreijährigen Verhandlungen die Thronfolge ihres fünfjährigen Sohnes Olav II. (1370–1387) in Dänemark durch, für den sie das Land als Vormund regierte, ebenso wie nach dem Tod ihres Ehemannes 1380 auch Norwegen. Nach dem frühen Tod ihres Sohnes 1387 wurde sie von den dänischen Ständen zur Regentin auf Lebenszeit proklamiert, die norwegischen Stände ernannten sie 1388 ebenfalls zur Regentin und im selben Jahr erreichte sie auch ihre Nominierung zur Reichsverweserin in Schweden, wo sie im folgenden Jahr den schwedischen König Albrecht III. von Mecklenburg besiegte und vertrieb. Sie sorgte dafür, dass zum König der drei Reiche ihr minderjähriger Großneffe Erik von Pommern (1382–1459) gewählt wurde, für den sie dann für den Rest ihres Lebens die Regentschaft führte. Dadurch war sie die wahre Herrscherin Dänemarks, Schwedens und Norwegens (mit seinen Besitzungen Grönland, Island, Färöer-Inseln, Shetland-Inseln und Orkney-Inseln im Nordatlantik). Ihre Regierungszeit war – wie die ihrer Vorgänger und Nachfolger – geprägt von Auseinandersetzungen mit der Hanse um die Vorherrschaft im Ostseeraum sowie mit den Grafen von Holstein aus dem Haus Schauenburg um das Herzogtum Schleswig (Süderjütland).
Sie spielt in der Geschichtsschreibung aller skandinavischen Nationen eine zentrale Rolle. Man zählt sie zu den bedeutendsten Inhabern politischer Macht im Mittelalter und zu den großen Frauen der Weltgeschichte. Ihr Lebensziel, welches sie erreichte, war die Vereinigung aller nordeuropäischen Staaten in der Hand ihrer Familie unter ihrer Herrschaft. Ihr Großneffe Erik VII. erbte nach ihrem Tod ein Riesenreich, auf dessen Thron er sich aber nicht halten konnte.

## Leben und Wirken

### Herkunft und frühe Jahre

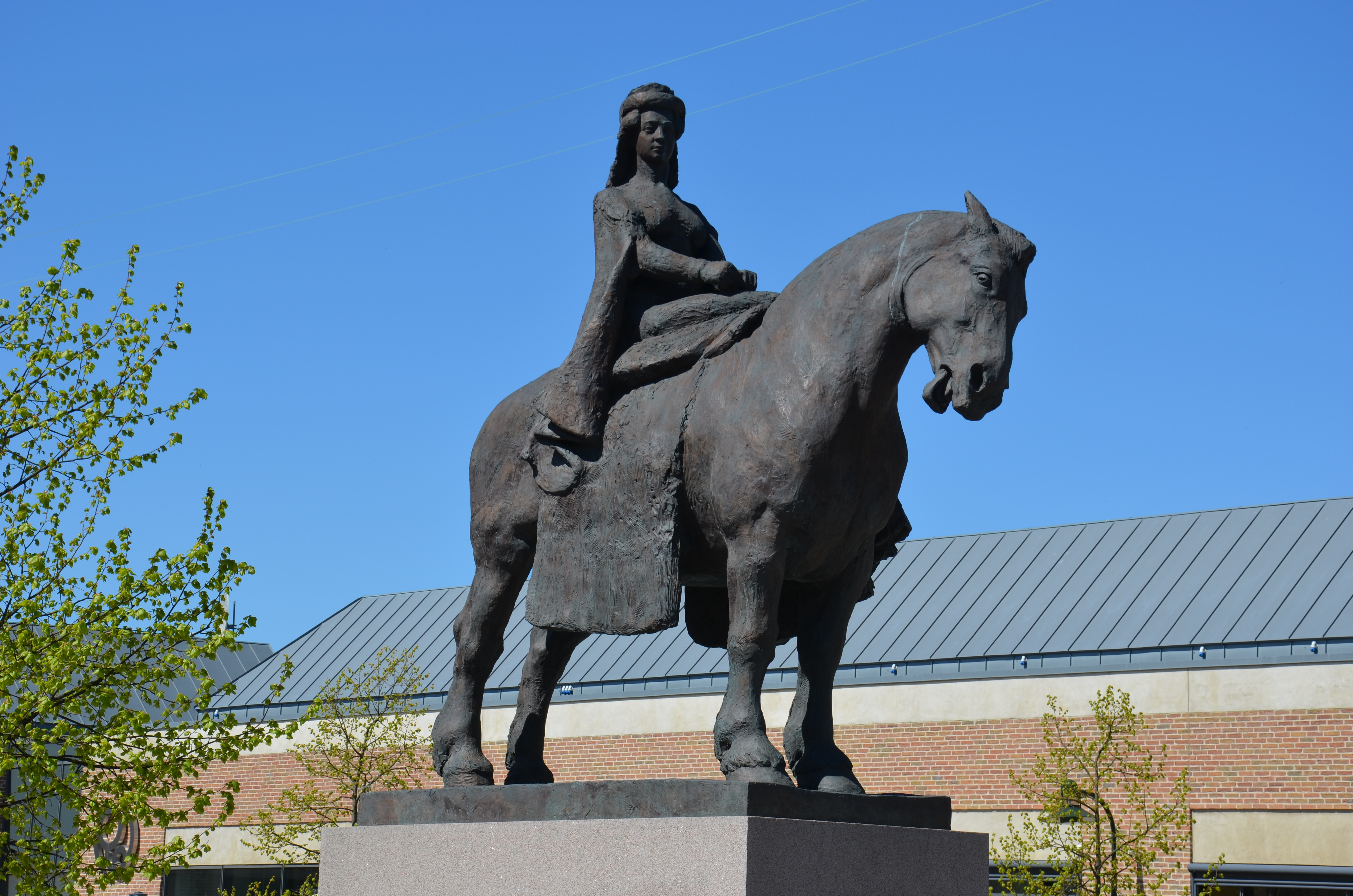
Margareta, Roskilde von Anne Marie Carl-Nielsen

Margarethe war die jüngste Tochter des dänischen Königs Waldemar IV. Atterdag aus dem Haus Estridsson und seiner Frau Helvig, der Tochter des Herzogs Erich II. von Schleswig. Sie wuchs in ihren ersten zehn Lebensjahren am Hof ihres Vaters auf der Insel Seeland auf. Der König bewohnte dort wechselnde Burgen, darunter die Kopenhagener Burg (nach der Eroberung durch die Hanse 1368 geschleift), Søborg Slot, Burg Vordingborg, Kalundborg, Roskilde und seinen Jagdsitz Gurre bei Helsingør. Ihre Mutter trat 1355 in ein Kloster ein. Als Margarethe noch im Kindesalter war, wurde sie von ihrem Vater im Rahmen einer Heiratsallianz 1359 mit dem norwegischen König Håkon VI. Magnusson, einem Sohn des schwedischen Königs Magnus II. Eriksson (1316–1374), verlobt. Da sich aber Waldemar IV. innenpolitische Schwierigkeiten des schwedischen Herrschers zunutze machte und 1360 Schonen eroberte sowie 1361 in Gotland einfiel, kündigte Magnus II. den Ehevertrag und schloss ein Bündnis mit der Hanse, die durch Waldemars Eroberungen ihre Handelsinteressen gefährdet sah. Als sich der Dänenkönig im folgenden Krieg behaupten konnte, erneuerte Magnus II. den Ehevertrag und am 9. April 1363 wurde Margarethes Hochzeit mit Håkon VI. in Kopenhagen mit großem Gepränge gefeiert. Eine schwedische Adelsopposition rief daraufhin Albrecht III. von Mecklenburg als neuen König ins Land. Albrecht besiegte 1365 Magnus II., nahm ihn gefangen und sicherte sich die Herrschaft über Schweden, das somit Håkon VI. verlorenging.

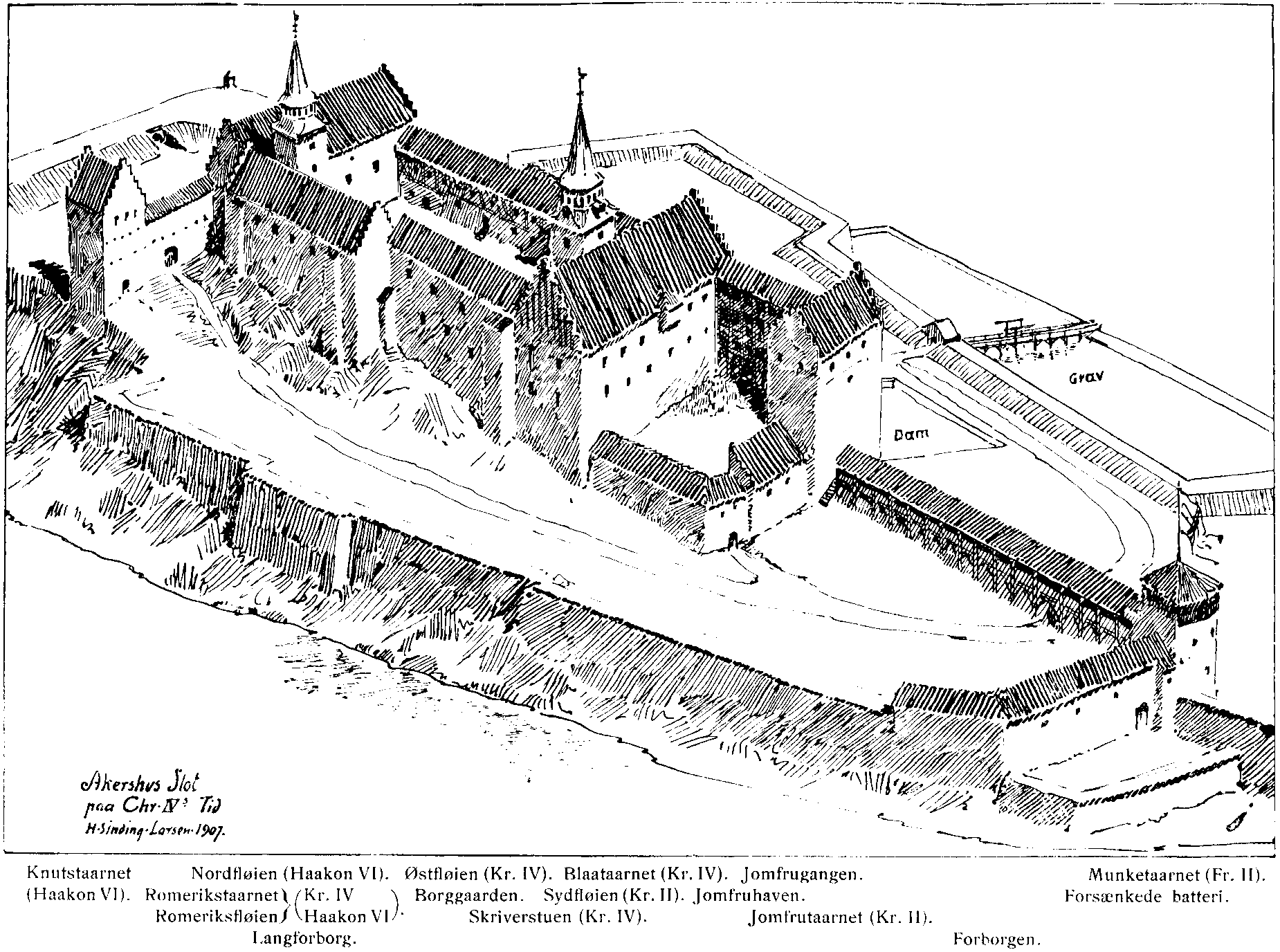
Die Festung Akershus (Oslo) im Mittelalter

Einige Zeit nach ihrer Heirat zog Margarethe nach Norwegen und wohnte dort vor allem in der königlichen Residenzburg Akershus (Oslo), gelegentlich auch in der Festung Bohus, der damaligen Grenzfestung zu Schweden, sowie im Bergenhus (Bergen). Sie sollte an die Verhältnisse in Norwegen gewöhnt und, da sie zum Vollzug der Ehe noch zu jung war, zunächst auf ihre Aufgaben als Königsgemahlin vorbereitet werden. Zur Erzieherin hatte sie die schwedische Adlige Merete Ulvsdatter, eine Tochter der heiligen Birgitta. Im Gegensatz zu ihrer Mutter war Merete Ulvsdatter eine Anhängerin Magnus’ II. und Håkons VI. und blieb ihrer Linie auch nach dem Regierungsantritt Albrechts III. treu.
1368/69 besiegten die Hansestädte in einem zweiten Krieg Waldemar IV. und zwangen ihn im Mai 1370 im Frieden von Stralsund zur Bestätigung ihrer früheren Handelsprivilegien. Da Norwegen während des Kriegs Partei für den Dänenkönig ergriffen hatte, war es von Lübeck und den wendischen Hansestädten mit einer Handelssperre belegt worden. Norwegen hing aber gerade für die Versorgung mit Getreide von Importen aus diesen Städten ab. Da Håkon VI. den Stralsunder Frieden nicht unterschrieb, unterblieb der Handel der Hanse mit Norwegen auch weiterhin. In dieser Situation klagte die damals in der Burg Akershus residierende Margarethe, über deren frühe Jahre in Norwegen nur spärliche Informationen vorliegen, in einem erhaltenen, vom Herbst 1369 oder 1370 datierenden Brief an ihren abwesenden Gatten über mangelnde Nahrungsmittelversorgung ihres Hofstaats. Ferner scheint sie nicht über genügend Finanzmittel verfügt zu haben, da sie ihren Gemahl in demselben Brief bat, dem deutschen Münzmeister Westfal den Befehl zu erteilen, ihr ausreichende Geldsummen für eine Anleihe zum Einkauf von Lebensmitteln zur Verfügung zu stellen. Schließlich informierte sie Håkon VI. in dem Schreiben, dass sie zum Erreichen der Begnadigung eines angeblichen Kriminellen ein königliches Gut verpfändet hatte, und bat ihren Gemahl um seine nachträgliche Zustimmung. Damals nahm sie also bereits an der Regierung einen gewissen Anteil. Ihr erstes und einziges Kind, Olav, bekam Margarethe im Dezember 1370 mit 17 Jahren mitten in einer Pestepidemie, die damals Oslo und Umgebung, wo sie sich aufhielt, heimsuchte.

### Durchsetzung der Thronfolge Olavs; Regentin Dänemarks
Am 24. Oktober 1375 starb Margarethes Vater Waldemar IV. überraschend im Alter von etwa 55 Jahren. Sie war zu diesem Zeitpunkt 22 Jahre alt. Waldemar hatte mit Hilfe seines getreuen Drosten Henning Podebusk (Henning von Putbus) die königliche Herrschaft über Dänemark während 35 Jahren sukzessive wieder hergestellt und war dann zu einer Expansionspolitik übergegangen, die ihn in Kriege mit der Hanse verwickelte. Dadurch war zwar die Stellung des Königshauses erheblich gestärkt worden, es gab aber seit dem Tod von Margarethes Bruders Christoffer 1363 keinen direkten männlichen Erben für die dänische Krone. Eine weibliche Thronfolge war in Dänemark (wie auch in Schweden) nicht vorgesehen, da deren Wahlmonarchien auf die alte Tradition des germanischen Heerkönigtums zurückgingen, bei dem nur Männer wählbar waren, da man Frauen weder die Regierung eines Reiches noch die Kriegsführung zutraute. Doch über die wählbaren Kandidaten entschied die Tradition der Blutslinie: Sie sollten vom Haus Estridsson abstammen, welches wiederum von der Jelling-Dynastie abstammte, die im 10. Jahrhundert die Reichseinigung erreicht hatte. So blieben als nächste Thronanwärter zwei Enkel Waldemars, Albrecht IV. zu Mecklenburg, der Sohn von Waldemars älterer Tochter Ingeborg, sowie Margarethes Sohn Olav. Als jüngste Tochter Waldemars verfügte Margarethe nur über den geringeren Thronanspruch für ihren Sohn. Waldemar hatte keine klare Regelung für seine Nachfolge getroffen. Zwar hatte er 1370 in einem Separatfrieden mit Herzog Albrecht II. zu Mecklenburg die Zusage gegeben, den gemeinsamen Enkel Albrecht IV. zum Nachfolger zu bestimmen, doch war dies nur ein vages Versprechen gewesen, da ein dänischer König nicht über das Wahlergebnis für seine Nachfolge verfügen konnte.
Sofort nach dem Ableben ihres Vaters reiste Margarethe nach Dänemark. Sie stellte rasch fest, dass viele Adlige, insbesondere des dänischen Reichsrats, die Thronfolge Olavs befürworteten. Im Dezember 1375 kam auch ihr Gatte Håkon VI. in ihrem Heimatland an, und gemeinsam mit ihm versuchte sie die bedeutendsten Aristokraten des über großen Einfluss verfügenden Reichsrats durch Landschenkungen und Privilegienverleihungen an sich zu binden. Zur Realisierung ihrer Versprechungen an den Adel verfügte sie trotz fehlender Herrschaftsrechte bedenkenlos über dänisches Reichsgut. Dabei nahm sie den Titel einer Tochter und Erbin König Waldemars sowie einer Regina Daciae an und stellte unter diesen Bezeichnungen Urkunden aus. Bei der Gewinnung des Reichsrats für die Thronfolge ihres Sohns kam ihr auch zugute, dass viele dänische Adlige die Unterstützung der mecklenburgischen Kandidatur deshalb als unattraktiv empfanden, weil sie fürchteten, dass ähnlich wie bei der Thronbesteigung Albrechts III. in Schweden zahlreiche mecklenburgische Adlige ins Land strömen und ihnen Konkurrenz machen würden. Vermutlich auf Einspruch des Reichsrats verzichtete Margarethe dann auf ihre Bezeichnung als Regina Daciae. Die unter Waldemar IV. nur selten einberufene Adelsversammlung des Danehof trat Anfang Mai 1376 in Slagelse auf Seeland zusammen und ernannte den erst fünfjährigen Olav zum neuen dänischen König. Im Gegenzug erhielten die Adligen die Bekräftigung zahlreicher Punkte früherer Handfesten, die von den Königen Christoph II. und Waldemar III. ausgestellt worden waren, sowie die Zusage zur jährlichen Abhaltung eines Danehofs. Doch fand damals keine Krönung des unmündigen Königs statt. Jedenfalls hatte Margarethe in Zusammenarbeit mit Vertrauten ihres Vaters im Reichsrat ihrem jungen Sohn den Thron und gleichzeitig sich selbst die Regentschaft bis zu seiner Mündigkeit gesichert. In der Folge lebte sie zur Wahrnehmung der Interessen ihres Sohns hauptsächlich in Dänemark, während sich ihr Gatte in Norwegen aufhielt. Das Paar hatte keine weiteren Kinder.
Margarethe setzte das Regierungsprogramm ihres Vaters fort und konnte sich bis 1388 auf dessen erfahrenen Reichsdrosten Podebusk stützen. So fuhr sie etwa damit fort, verpfändete Krongüter wieder einzulösen. Burgen und Ländereien ihrer Gegner zog sie im gesamten Reich ein, durchaus auch mit Gewalt, und übergab sie ihren Gefolgsleuten oder der Kirche oder ließ sie schleifen. Sie übernahm auch die Methode, alle Schlüsselstellungen mit loyalen Gefolgsleuten zu besetzen, meist aus wenig einflussreichen Familien des Kleinadels, die ihr treu ergeben waren. Dabei kam ihr zugute, dass schon ihr Vater alle kirchlichen Schlüsselpositionen mit Gefolgsleuten und Parteigängern besetzt und ein gutes Verhältnis zur Kirche aufgebaut hatte, insbesondere um die mächtigen Adelsfamilien in Schach zu halten. Einer von Margarethes engsten Beratern war Peder Jensen Lodehat, dem sie nacheinander drei Bistümer verschaffte. Das Bistum Odense wurde sukzessive mit zwei Verwandten Podebusks besetzt.
Zusammen mit dem dänischen Reichsrat übte sie für Olav 1375–1385 die Regentschaft aus. Sie erhielt aber nicht den Titel einer dänischen Königin, da dieser der Ehefrau eines Königs bzw. einer gewählten und gekrönten Person vorbehalten war. Sie selbst wurde auch nie gekrönt. Daher wurde sie in ihrer Zeit nur Königin von Norwegen und Titularkönigin von Schweden, auf das ihr Mann Håkon VI. Erbschaftsanspruch erhob, genannt. In ihren dänischen Regierungsurkunden bezeichnete sie sich als „Bevollmächtige Frau und Gattin und des ganzen Reiches Dänemarks Vormund“ oder auch als „ret arving og fyrste til Danmarks rige“ (rechtmäßiger Erbe und Fürst des Reiches Dänemark).
Herzog Albrecht II. zu Mecklenburg hatte während einer Reise durch Dänemark keinerlei Unterstützung des Reichstags für die Thronfolge seines Enkels Albrecht IV. gewinnen können. Von Kaiser Karl IV. erhielt der Herzog in dieser Angelegenheit bereits seit längerem nur eine laue diplomatische Hilfe. Ferner erkannten auch die Hansestädte Olav stillschweigend an, da ihnen eine dänisch-norwegische Union nicht so gefährlich erschien wie die gleichzeitige Herrschaft der Mecklenburger über ihr Herzogtum sowie Dänemark und Schweden. Zu ihrer Entscheidung trug auch bei, dass sie von Margarethe Zugeständnisse erhielten. So war es wohl Margarethes Einfluss zuzuschreiben, dass ihr Gatte Håkon VI. am 14. August 1376 einen endgültigen Frieden mit der Hanse schloss. Zwei Tage später besiegelte sie in ihrer Stellung als dänische Regentin mit dem großen Reichssiegel definitiv den Stralsunder Frieden von 1370.
Der sich übergangen fühlende Herzog Albrecht II. zu Mecklenburg dachte zunächst daran, die Thronansprüche für seinen Enkel militärisch durchzusetzen. Er schiffte sich mit einer Kriegsflotte ein und landete vor Kopenhagen. Seine holsteinischen Verbündeten besetzten Nordschleswig und rückten gegen Jütland vor. Doch letztlich scheuten beide Seiten den ungewissen Ausgang einer militärischen Auseinandersetzung. Albrecht II. und Margarethe schlossen für ihre jeweiligen Thronkandidaten am 21. September 1376 einen Vertrag, der aber deren Rechtsansprüche weiter offenließ. Auch wurde darin das prinzipielle Königswahlrecht des dänischen Reichsrats akzeptiert. Ein von beiden Seiten als Schiedsrichter anerkannter Fürst sollte die endgültige Entscheidung treffen, ob Olav oder Albrecht II. dänischer König würde. Für die Rolle dieses Schlichters standen u. a. Markgraf Friedrich von Meißen sowie die Könige von Frankreich und Ungarn zur Debatte. Da Albrechts Geschwader bei der Rückfahrt in einen Sturm geriet und große Verluste zu beklagen hatte, wodurch seine militärische Position deutlich geschwächt war, verzögerte Margarethe die Einsetzung des Schiedsgerichts. Im Juni 1377 verhandelten mecklenburgische Gesandte und dänische Adlige während eines in Nyborg abgehaltenen Danehofs direkt miteinander. Dabei sollen Margarethes Reichsräte den Mecklenburgern versprochen haben, dass Albrecht IV. für den Fall seines Verzichts auf den dänischen Thron ein großes Fürstenlehen (Langeland, Lolland, Falster, Mön) erhielte.
Da Albrecht II. eine von ihm geforderte schriftliche Ausfertigung dieses Vertragsangebots offensichtlich nicht bekam, drängte er die dänischen Reichsräte, Margarethe zur baldigen Akzeptanz des zu fällenden Schiedsspruchs zu bewegen. Wahrscheinlich wollte er für den Verzicht seines Enkels auf die dänische Krone noch umfangreiche Konzessionen erreichen, doch war für Margarethe die Vergabe eines übergroßen Fürstenlehens an Albrecht IV. nicht hinnehmbar. Die Königin erkannte die militärische Schwäche der Mecklenburger und zögerte den Gang zum Schiedsspruch bis Herbst 1377 heraus. Als sich die Streitparteien dann in Leipzig trafen, um ihre Rechtsstandpunkte dem Markgrafen darzulegen, erklärte der dänische Reichsrat Cord Moltke, dass der Schiedsspruch nach dänischem Recht zu fällen sei. In diesem Fall wäre aber Olavs Thronrecht einwandfrei festgestanden, da er nach dänischem Recht schon zum legitimen König bestimmt worden war. Dass Albrecht IV. der Sohn der ältesten Tochter des verstorbenen Königs Waldemar IV. war, bedeutete für ihn hingegen nach dänischem Recht keinen zwingenden Anspruch auf die Thronfolge. Somit war das Verfahren eines Schiedsspruchs gescheitert, und Margarethe konnte ihre Stellung in Dänemark zunehmend festigen. Beispielsweise wurden bald keine Danehofs mehr abgehalten; und an seine Stelle trat der für die Regentin leichter kontrollierbare Reichsrat als einziger Repräsentant des Adels bei der Mitsprache bezüglich der Regierungsangelegenheiten.
Letztmalig fanden Gespräche zwischen den Mecklenburgern und dänischen Adligen im Juni 1378 in Rostock statt. Während Albrecht II. verlangte, dass sein Enkel die Hälfte von Dänemark erhalten sollte, offerierten Margarethes Reichsräte Lolland, Langeland, Falster, Møn und halb Fünen als Pfand für 30.000 Mark Silber. Albrecht II. nahm diesen Vorschlag nicht an, starb aber vor möglichen neuen Kriegsrüstungen im Februar 1379. Sein Sohn Heinrich III. forcierte die Thronansprüche Albrechts IV. nicht mehr.

### Personalunion Dänemark-Norwegen

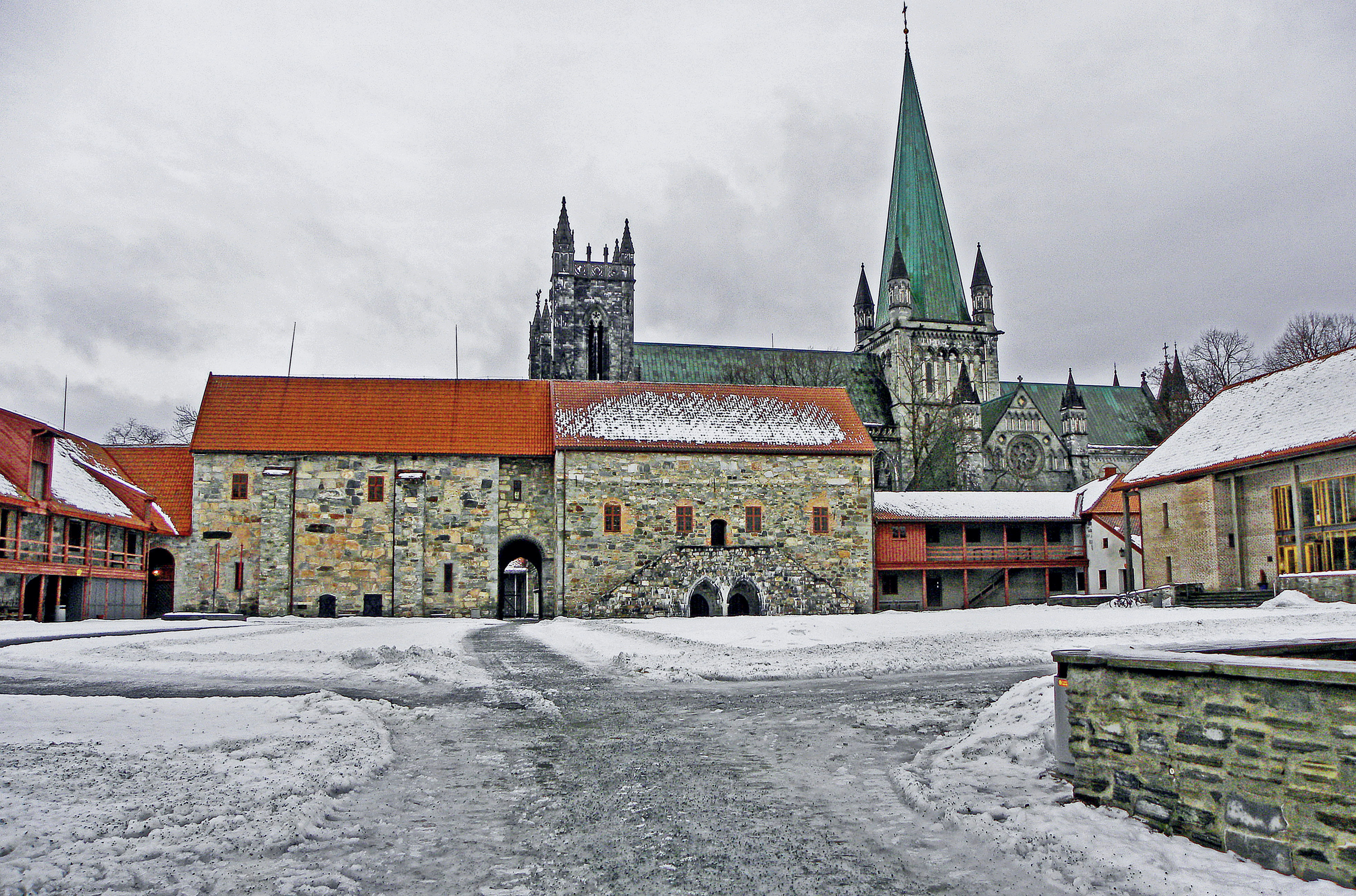
Im Erzbischöflichen Hof in Trondheim residierten die norwegischen Könige anlässlich ihrer Krönungen im Nidarosdom. Die Bischofsresidenz aus dem 13. Jahrhundert ist unverändert erhalten.

Nach dem Tod ihres Mannes Håkon VI. 1380 heiratete Margarethe nicht mehr und übernahm bis 1385 auch in Norwegen die Regentschaft für ihren erst zehnjährigen Sohn Olav. Hier verstand sie es ebenfalls, in Kooperation mit den Adligen des norwegischen Reichsrats, die ihr Vertrauen besaßen, das Land zu regieren. Das Jahr 1380 markiert somit den Beginn der dänisch-norwegischen Personalunion, die nach dem Kieler Frieden vom 14. Januar 1814 endete. Diese Zeit bezeichnete der bekannte norwegische Schriftsteller Henrik Ibsen, mit Bitterkeit zurückblickend, als die „400-Jahre-Nacht“ für sein Volk. Ähnliche Einschätzungen finden sich in der nationalen Geschichtsschreibung Grönlands, Islands und der Färöer, für die 1380 ebenfalls ein Eckdatum der eigenen Historie ist. Denn diese Überseebesitzungen Norwegens fielen nun unter die direkte Herrschaft der dänischen Krone und sollten es lange bleiben – mit Auswirkungen bis heute.

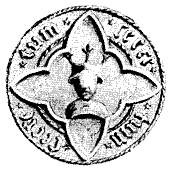
Siegel Margarethes I., 1381 und 1403

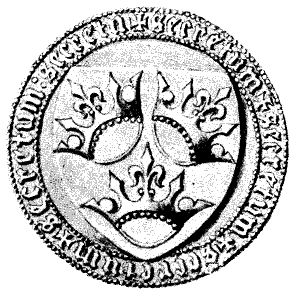
Siegel Margarethes I., 1390

Obwohl Olav 1385 für volljährig erklärt wurde, übte seine Mutter weiterhin de facto die Regierungsgewalt aus. Margarethe vermochte im gleichen Jahr von den Hansestädten die vier Sundschlösser in Schonen zurückzugewinnen, die ihr Vater an sie hatte verpfänden müssen: Skanör, Falsterbo, Helsingborg (Kärnan) und Malmö. Sie hatte bereits in den vorausgegangenen Jahren die dänischen Häfen für Piratenschiffe, die durch Überfälle den Seehandel der Hanse bedrohten, offengehalten. So hatte sie die Städte der Kölner Konföderation in finanzielle Probleme stürzen wollen, da diese nun hohe Ausgaben für die Bekämpfung der Seeräuber bestreiten mussten, sodass sich die Aufrechterhaltung der Besetzung der Sundschlösser nicht mehr rentierte. Die Hansestädte verlangten, dass die Königin die dänischen Häfen für Kaperschiffe schloss und Schadenersatz für durch Seeraub entstandene Verluste leistete. Margarethe verschleppte die Verhandlungen und ergriff außerdem restriktive Maßnahmen gegen den insbesondere für Lübeck und die wendischen Städte wichtigen Handel mit Norwegen. Laut dem Stralsunder Frieden hatte die Kölner Konföderation die Sundschlösser 1385 zurückzugeben, doch drängten die preußischen Städte, diese für die Beherrschung der Sunddurchfahrt wichtigen Festungen weiter besetzt zu halten. König Olav verfasste auf Betreiben seiner Mutter ein Schreiben, in dem er mit Vergeltungsmaßnahmen drohte. In ihrem eigenen Brief an die Hanse versprach Margarethe, die Beziehungen wieder zu normalisieren, wenn der Bund der Forderung ihres Sohns nachgäbe. Auf die Klagen der Kaufleute, dass Margarethe als dänische Regentin für die Sicherheit des Seehandels zu sorgen habe, entgegnete sie, dass ihr dies nur mit dem Besitz der Sundschlösser möglich sei. Bei deren Rückgabe stellte sie in Aussicht, die Unterstützung für die Piraten einzustellen, Entschädigungen zu zahlen und die Handelsprivilegien der Hanse in Norwegen wieder zu gewähren. Die Kölner Konföderation zerfiel daraufhin, da Lübeck und die wendischen Städte großes Interesse an der Sicherheit und der Bestätigung ihrer Vorrechte im dänischen und norwegischen Handel hatten. So wurden die Sundschlösser an Dänemark übergeben. Mit ihrem geschickten Vorgehen hatte Margarethe ihr Ziel erreicht, verfügte so wieder über die Kontrolle über beide Seiten des Öresund und konnte Zoll für einfahrende Schiffe erheben. In der Folge bekämpfte sie die Piraten, zahlte aber keine Entschädigungen für frühere Kaperungen hanseatischer Schiffe.
In der Frage um den Besitz des Herzogtums Schleswig musste Margarethe sich jedoch der Einsicht beugen, dass sie keine militärische Konfrontation mit den Grafen von Holstein wagen konnte, zumal sie Schweden zu erobern beabsichtigte und daher Ruhe an der Südgrenze Dänemarks bedurfte. Daher versuchte sie sich mit Graf Gerhard VI. und seinen jüngeren Brüdern zu einigen. Sie erschien im Juli 1386 auf einem Hansetag in Lübeck, an dem auch die holsteinischen Grafen teilnahmen. Dabei konnte sie in einem Streitfall zwischen den Grafen und Lübeck erfolgreich vermitteln und ebnete sich so den Weg zu Verhandlungen mit ihnen, die bald zum Ziel führten. Die Grafen reisten dann zu einem im gleichen Jahr in Nyborg auf Fünen abgehaltenen Danehof. Dort belehnte der minderjährige König Olav laut dem zeitgenössischen Bericht der Lübecker Ratschronik im Einverständnis mit seiner Mutter den Grafen Gerhard VI. mit Schleswig als erblichem Lehen. Margarethe gewann damit die Holsteiner zu Bündnispartnern.
Margarethe suchte ihren Sohn auch zum Herrscher Schwedens zu machen. Sie wusste, dass zahlreiche mächtige schwedische Adlige mit der Herrschaft des Mecklenburgers Albrecht III. unzufrieden waren und ließ Olav 1385 zum rechten Erben von Schweden proklamieren. Im August 1386 starb der mächtigste schwedische Magnat, der Reichsdrost Bo Jonsson Grip. Um zu verhindern, dass nach seinem Tod sein ausgedehnter Landbesitz in die Verfügungsgewalt Albrechts III. überging, hatte er in seinem letzten Willen zur Verwaltung seiner Grundherrschaften zehn schwedische Große als Testamentsvollstrecker eingesetzt. Großadlige des Reichs sollten somit künftig das Gegengewicht zum König bilden. Als Abrecht III. die Rechte der Testamentsvollstrecker einschränken wollte, nahmen diese Kontakt mit Margarethe auf und boten ihrem Sohn die Übernahme von größeren Teilen von Bo Jonssons Besitzungen in der Hoffnung an, dass Olav sie dem schwedischen Hochadel zurückgeben würde.
Olav starb aber bald darauf am 3. August 1387 im Alter von 17 Jahren. Nach dem Erbrecht wäre nun der Mecklenburger Albrecht III. von Schweden der gebührende Thronkandidat gewesen, da seine Mutter Eufemia eine Enkelin Håkons V., des letzten norwegischen Königs aus dem alten Geschlecht Haralds III., gewesen war. Ferner war der Mecklenburger Albrecht IV. als Enkel des letzten dänischen Königs Waldemar IV. nach dem Geblütsrecht der rechtmäßige Thronfolger in Dänemark. Doch in beiden nordischen Ländern wiesen die jeweiligen Reichsräte weiterhin die mecklenburgischen Fürsten als neue Souveräne zurück, u. a., da sie den Zuzug mit ihnen konkurrierender niederdeutscher Aristokraten fürchteten. Da ein anderer aussichtsreicher männlicher Thronprätendent aus den alten dänischen und norwegischen Königsdynastien fehlte, wünschten die Reichsräte eine Fortsetzung der bewährten Regierung Margarethes. Indessen konnte weder nach dänischem noch nach norwegischem Recht eine Frau zur Königin gekrönt werden.
Zahlreiche dänische Adlige, vor allem der Drost Henning Podebusk, sowie der Erzbischof von Lund und der Metropolit von Trondheim waren Margarethe und Olav nach Schonen gefolgt, wo Olav dann der Tod ereilt hatte. Mit diesen Großen beriet Margarethe über die Schaffung eines Rechtstitels, unter dem sie auch ohne Krönung zur Königin weiterhin gemeinsam mit dem Reichsrat die Regierungsgewalt ausüben konnte. Als Ergebnis dieser Beratungen wurde sie zu einer Art dauerhaft regierungsberechtigtem Reichsverweser bestellt. Zu dieser Zeit galt in Dänemark das Wahlkönigtum. In den ersten Wochen nach Olavs Tod fand die Erhebung Margarethes zur Reichsregentin auf drei großen Lands-Thingen in den Domkirchen zu Lund, Ringsted und Odense statt. In den von Podebusk vorbereiteten Erhebungsakten wurde auf Margarethes Stellung als Königstochter und -mutter hingewiesen und ferner ausgeführt, dass die gesamte dänische Bevölkerung aufgrund der ihr durch Margarethe stets erwiesenen Gunst zum Entschluss gekommen sei, sie zu ihrer „Herrin“, zum „Fürsten“ und zur „bevollmächtigten Vormünderin“ des ganzen dänischen Reichs (fuldmægtig frue og husbond, Danmarks riges formynder) zu ernennen. Um den einzigartigen Akt der Proklamation eines weiblichen Mitglieds des Königshauses zur Herrscherin besonders zu legitimieren, wurden in den Erhebungsurkunden die gesamten Stände des Reichs einzeln genannt, wodurch ausgedrückt werden sollte, dass alle dänischen Einwohner Margarethe einstimmig zur Regentin bestimmt hätten. Freilich waren faktisch nur die hohen Aristokraten und die Prälaten entscheidungsberechtigt. Laut den Annales Scanici hatte zunächst der Reichsrat Margarethe zur Regentin gewählt und erst danach waren die erwähnten Anerkennungsakte in den Lands-Thingen durchgeführt worden. Demnach hatte der Reichsrat demonstriert, dass er hauptsächlich für die Wahl eines neuen Souveräns zuständig sei.
Zum Jahreswechsel 1387/88 trafen sich in Oslo mehrere norwegische Bischöfe und etwa 20 hohe Adlige, vorwiegend Mitglieder des Reichsrats, um über Olavs Nachfolge zu entscheiden. Trotz des in Norwegen geltenden Erbkönigtums, wonach der Mecklenburger Albrecht III. der legitime Thronfolger gewesen wäre, wurde dieser wegen seiner Unpopularität nicht anerkannt, sondern am 3. Februar 1388 in einem Wahlbrief der endgültige Beschluss festgehalten, dass Margarethe als „bevollmächtigte Frau und Hausherr“ (Norges mæktige Frue og rette Husbond) auch Norwegens Regentin auf Lebenszeit werden solle.

### Erwerb Schwedens
Herzog Albrecht IV. zu Mecklenburg hatte inzwischen nach Olavs Tod seine Ansprüche auf den dänischen Thron angemeldet, fand damit aber bei den Adligen Dänemarks kein Gehör. Der schwedische Herrscher Albrecht III. hatte wiederum den ihm zukommenden norwegischen Königstitel eingefordert. Nach ihrer Ausrufung zur Reichsverweserin von Dänemark und Norwegen musste Margarethe daher rasch eine Erbfolgeregelung in diesen Ländern arrangieren. Der dänische Reichsrat erklärte Albrecht IV. mitsamt seinen Verwandten zum Landesfeind und sprach ihm unter diesem Vorwand das Thronrecht ab. Albrecht IV. verstarb bereits im Dezember 1388. Im gleichen Jahr verschied auch Margarethes vertrauter Ratgeber Podebusk.

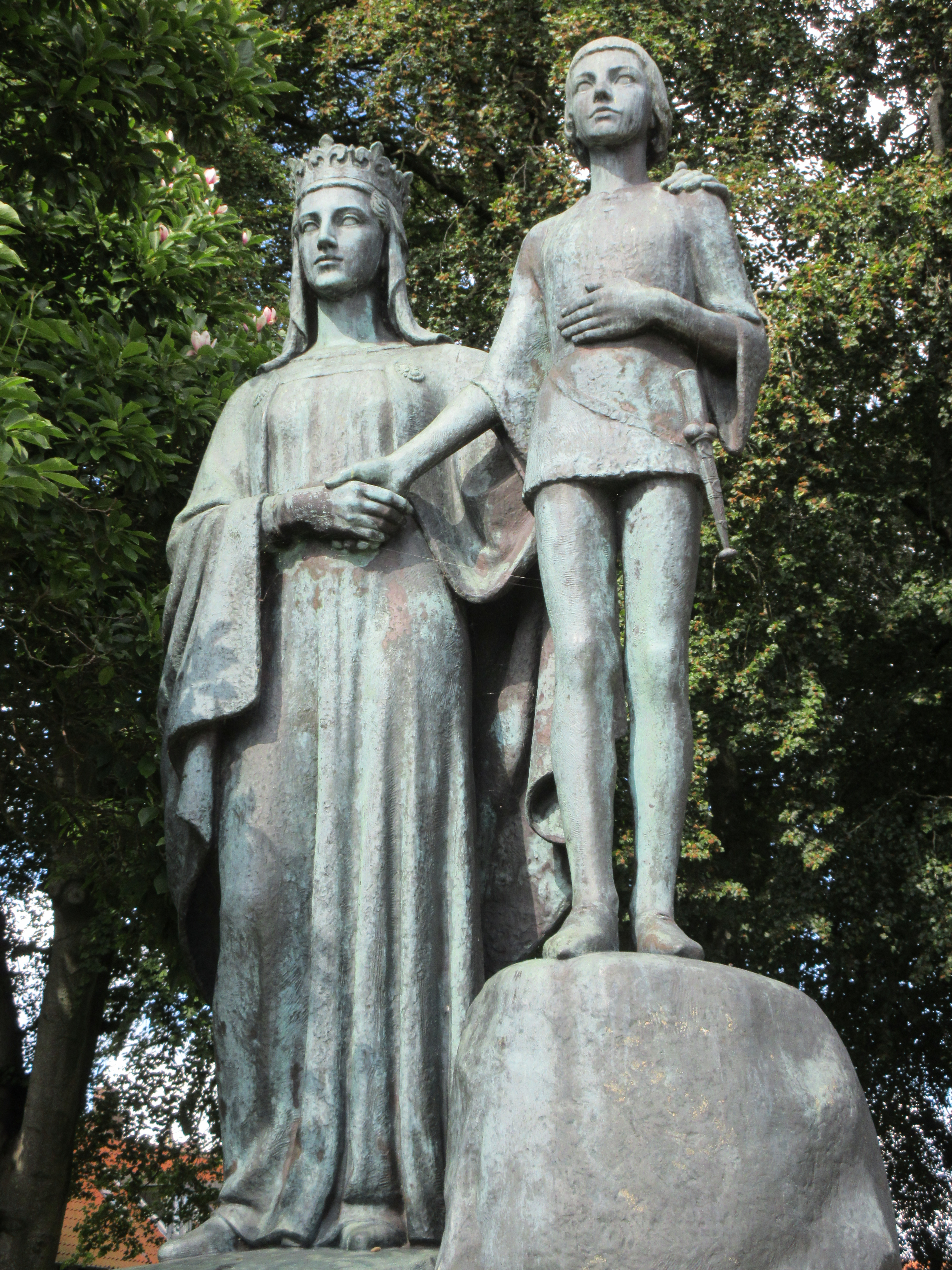
Margarethe und ihr Großneffe Erik, Statue in Viborg (von Axel Poulsen 1961–65)

Margarethe bestimmte nun ihren minderjährigen, um 1382 geborenen Großneffen Bogislaw zum rechtmäßigen Anwärter der norwegischen Erbmonarchie und schlug ihn gleichzeitig in der Wahlmonarchie Dänemark den Ständen zur Wahl vor. Bogislaw war der älteste Sohn ihrer Nichte Maria und des Herzogs Wartislaw VII. von Pommern. Aufgrund der ihm zugedachten Rolle nahm Bogislaw den nordischen Namen Erik an. Da er erst im Kindesalter stand, hatte Margarethe ausreichend Zeit, ihn auf seine künftige Stellung als König vorzubereiten und sie konnte zudem annehmen, dass sie ihn noch eine längere Weile nach ihrem Willen zu lenken vermögen würde.
Inzwischen war Margarethe in Schweden von der mit ihr sympathisierenden Magnatengruppe im März 1388 auf Schloss Dalaborg beim Vänersee ebenfalls als „bevollmächtigte Frau und rechte Regentin“ (Fullmäktiga Fru och Husbonde) zur Reichsverweserin erwählt worden. Sie erhielt auch den Großteil von Bo Jonsson Grips riesigen Gütern. Im Gegenzug versprach sie u. a., als Regentin die nationalen Gesetze zu respektieren. Zu ihren schwedischen Unterstützern zählte Birger, der Bruder ihrer ehemaligen Erzieherin Merete Ulvsdatter. Sie begann mit Rückendeckung und Militärhilfe einflussreicher schwedischer Kreise einen Krieg gegen den rechtmäßigen, aber beim Adel unbeliebten König Albrecht III., dem nur sein Vetter, der mecklenburgische Herzog Johann von Stargard, Unterstützung leistete. Albrecht nannte Margarethe spöttisch „Königin Hosenlos“, äußerte, dass sie eher vor einen Stickrahmen gehöre und sandte ihr einen Wetzstein zum Schleifen ihrer Nadeln. Er verbreitete sogar das Gerücht, dass sie Kinder von ihrem Beichtvater, dem Abt von Sora, habe. Nach seiner Niederlage in der Schlacht von Åsle bei Falköping in West-Götaland (24. Februar 1389) ging Margarethe aber als Siegerin aus dem militärischen Konflikt hervor. Albrecht und sein Sohn gerieten in ihre Gefangenschaft; nur Stockholm und Kalmar verblieben den Mecklenburgern als schwedische Stützpunkte. Um 1389 kam Erik in Skandinavien an, wo er am Hof Margarethes erzogen werden sollte. Zuerst akzeptierte ihn der norwegische Reichsrat im Hochsommer 1389 in Hälsingborg als norwegischen Erbkönig. Scheinbar gab Margarethe nun ihre Herrscherstellung in Norwegen auf; doch sie adoptierte Erik und war als sein Vormund de facto weiter Regentin.
Eine Gruppe von Freibeutern, die Vitalienbrüder, übernahm die Versorgung Stockholms von See aus und erhielt Kaperbriefe, um in mecklenburgischen Diensten Piraterie gegen dänische Schiffe zu begehen und feindliche Gebiete zu plündern. Dieser Kaperkrieg schädigte aber nicht nur Margarethes Untertanen. Herzog Johann von Stargard unternahm 1390/91 einen erfolglosen Angriff auf Schweden. Spektakulär war die 1393 erfolgte Eroberung Bergens durch die Vitalienbrüder, die mit brutalen Plünderungen einherging. Nun bequemte sich Margarethe zu Verhandlungen. Nachdem 1394 den Mecklenburgern die Einnahme von Visby auf Gotland gelungen war, schloss die dänische Regentin 1395 unter hanseatischer Vermittlung einen dreijährigen Waffenstillstand. Gemäß dem damals vereinbarten Lindholmer Vertrag wurden Albrecht III. und sein Sohn Erich für diesen Zeitraum gegen die Entsage ihrer Ansprüche auf den schwedischen Thron und ein hohes Lösegeld, für dessen Zahlung innerhalb dreier Jahre sich die Hansestädte verbürgten, freigelassen. Als Sicherheit erhielten die Hansestädte Stockholm von Albrecht als Pfand. Diese schwedische Stadt sollten sie Margarethe überlassen, falls das Lösegeld nicht entrichtet würde. 1396/97 eroberte Herzog Erich ganz Gotland für die Mecklenburger, starb aber bereits im Juli 1397. Albrecht III. vermochte den geforderten Geldbetrag nicht aufzubringen, woraufhin Stockholm 1398 an Margarethe übergeben wurde.

### Gründung der Kalmarer Union
Nachdem Margarethe 1389 als Regentin Schwedens akzeptiert worden war, versuchte sie, die drei skandinavischen Reiche über eine bloße Personalunion hinaus zu einer dauerhaften Union zusammenzuschließen. Ihr Großneffe und Adoptivsohn Erik war bereits 1389 zum norwegischen Erbkönig bestimmt worden. 1396 folgte in Dänemark und Schweden seine Huldigung als König. Durch die Adoption Eriks plante Margarethe, ihrer Dynastie weitere Nachkommen zu verschaffen und ihr durch einen feierlichen Staatsakt auch künftig die Herrschaft über die skandinavischen Reiche zu sichern. Insbesondere versuchte sie in diesem Rahmen den mächtigen und selbstbewussten schwedischen Adel, der seine Loyalität schon mehreren Königen entzogen hatte, an ihr Haus zu binden. In Dänemark und Norwegen saßen in den höchsten Organen der politischen Mitwirkung der hohen Aristokratie, den Reichsräten, bereits zahlreiche von Margarethes Anhängern.

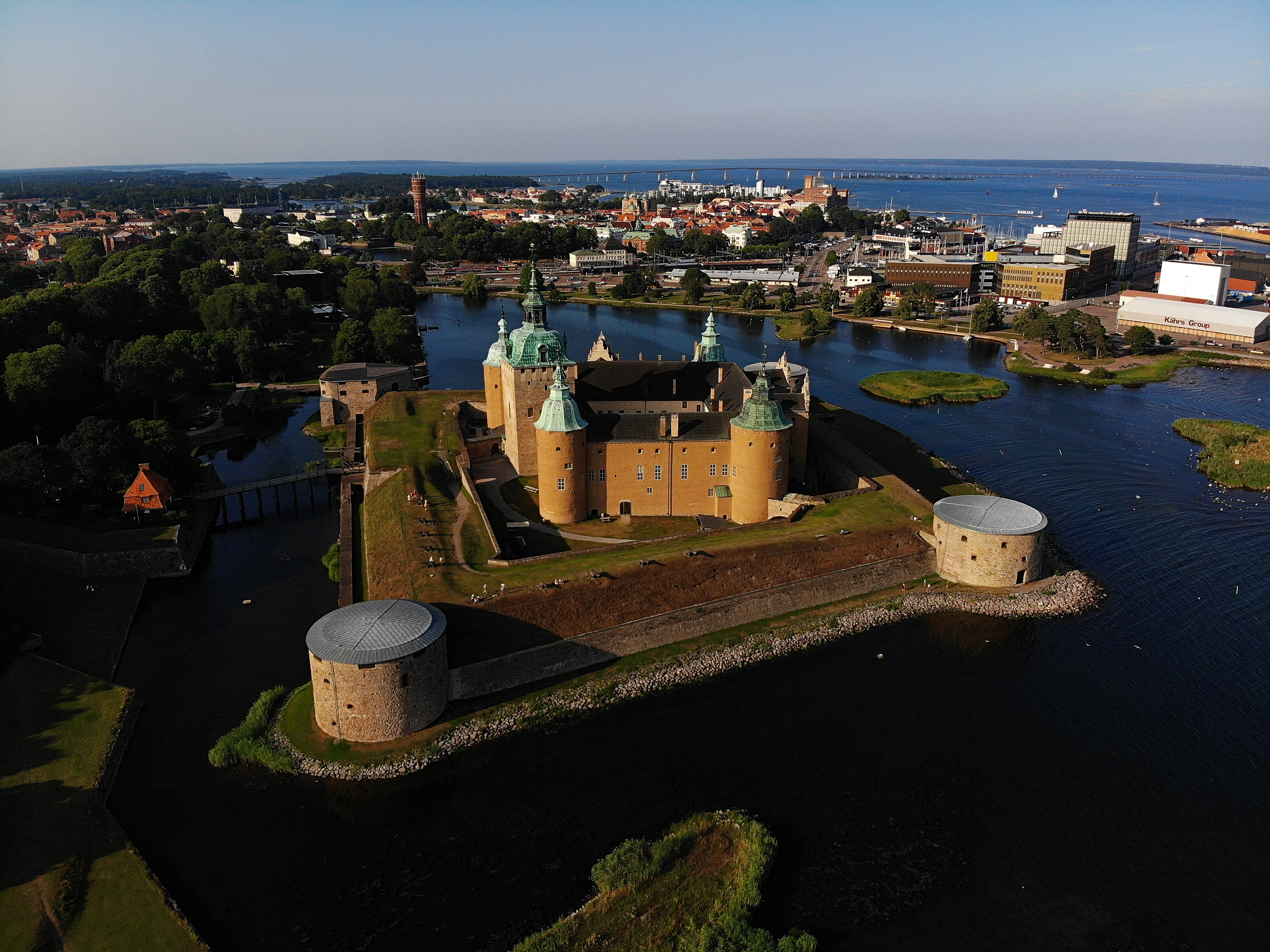
Schloss Kalmar, Gründungsort der Kalmarer Union

Die Ostsee während der Kalmarer Union

Dementsprechend folgte auf Veranlassung Margarethes ein symbolischer Akt von großer historischer Tragweite: Es wurden zahlreiche mächtige Adlige und Prälaten aus den drei von ihr beherrschten Reichen nach Kalmar berufen, wo Erik am 17. Juni 1397 vom dänischen und schwedischen Erzbischof zum König gekrönt und gesalbt wurde. Dies war die Gründung der Kalmarer Union. Margarethes Plan zur Vereinigung der drei skandinavischen Staaten zu einem Großreich ging damit auf. Die lange Zeit vertretene Ansicht, dass Erik damals gleichzeitig zum König aller dreier Staaten gekrönt worden sei, ist nach der Meinung des deutschen Historikers Erich Hoffmann, der hier einer Spezialuntersuchung Aksel E. Christensens folgt, nicht zutreffend. So wird etwa die Tatsache, dass der norwegische Erzbischof von Trondheim nicht an dieser Zeremonie teilnahm, durch die Annahme verständlich, dass Erik schon bei seiner Wahl zum norwegischen König auch gekrönt worden war.
Zwei erhaltene Urkunden beleuchten die in Kalmar verhandelten und teilweise auch beschlossenen Themen. Der sog. Krönungs- und Huldigungsbrief ist ein auf Pergament niedergeschriebenes rechtsgültiges Dokument, das 67 aus allen drei skandinavischen Ländern stammende hohe Geistliche (darunter 2 Erzbischöfe und 10 Bischöfe) sowie Adlige mit ihrem Siegel beglaubigten. Diese Urkunde ist ein Zeugnis für die Krönung Eriks, der daher legitimer König der drei Reiche sei. Deren Adel und Klerus stimmte gemäß dem Wortlaut des Dokuments zu, dem König die Treue zu halten, und ihm unterstehe die Administration und das Militär der Reiche. Margarethe, die trotz Eriks Erhebung zum König weiterhin bis zu ihrem Tod die eigentliche Leiterin der Regierung blieb, erfuhr in dem Dokument die Anerkennung, dass sie ihr Amt mustergültig versehen habe.
Das zweite, die Gründung der Kalmarer Union betreffende Dokument, der sog. Unionsbrief, dürfte hingegen keine gültige Vertragsurkunde sein. Es ist nicht wie üblich auf Pergament, sondern auf Papier geschrieben; der Text weist oft orthographische Schnitzer und Rasuren auf; der Verfasser kannte sich in seinem Metier offenbar nicht gut aus. Auch sind nur die Siegel von zehn der insgesamt 17 ausstellenden Personen vorhanden. Inhaltlich führt das Dokument aus, dass laut der Vereinbarung in Kalmar alle drei nordischen Länder unter der Regierung eines Königs, zunächst Eriks, stehen sollten. Bezüglich der Thronfolge wird verlautbart, es solle je ein Sohn des jeweils aktuellen Herrschers dessen Nachfolger in allen Reichen werden, so dass diese nie mehr getrennt wären. Hinterlasse ein Souverän bei seinem Tod keinen männlichen Nachwuchs, solle der Adel der drei Reiche berechtigt sein, in gemeinsamer Entscheidung einen neuen geeigneten Herrscher zu bestimmen. Außenpolitische Handlungen dürfe der König nur in Abstimmung mit den Reichsräten der drei Reiche setzen. Innenpolitisch habe er das jeweilige Landesrecht zu respektieren und könne es nicht in ein anderes Reich übertragen. Insgesamt wird die auch künftig zu bewahrende Selbstständigkeit der drei Reiche stark betont. In dem Dokument wird ferner Margarethe ihr bisheriger Besitzstand weiterhin zugesichert.
Der Unionsbrief dürfte als Vertragsentwurf einzustufen sein, der von einem oder mehreren der nordischen Reichsräte ausgestellt, aber nie in der überlieferten Form abgeschlossen wurde. Vermutlich stammte er von einer schwedischen Adelsgruppe, die gemäß der Tendenz des Textes an der Gründung einer nur losen Union interessiert war und nach wie vor über ein größeres Mitspracherecht verfügen wollte, als es ihr im Krönungsbrief eingeräumt wurde. Diese Aristokraten hatte wohl u. a. beunruhigt, dass Margarethe trotz ihres 1396 abgegebenen Versprechens, die schwedischen Gesetze einzuhalten und die Vorrechte des Adels zu respektieren, nur einen Teil des Erbes Bo Jonssons dessen Kindern hatte zukommen lassen. Ferner hatte die Regentin versucht, entfremdetes Königsgut wieder der Krone zu unterstellen. Die schwedischen Adligen wollten offenbar mit ihrem Dokument einen den Krönungsbrief entschärfenden und ihre Privilegien stärker berücksichtigenden Vertragsentwurf vorlegen. Offenbar wurde aber über ihn kein ernsthafter Beschluss gefasst. So blieb der Krönungsbrief, der zudem nur vage formuliert war, für die Kalmarer Union die einzige bindende Verfassungsurkunde. Die Beibehaltung der Prärogative des Monarchen waren darin festgeschrieben; er behielt für die nächsten Jahrzehnte eine große Machtfülle und war das einigende Band der Union. Auch konnte er durch die Einsetzung von Vögten seinen Einfluss in allen drei Reichen fest etablieren.

### Spätere Regierung; Tod in Flensburg

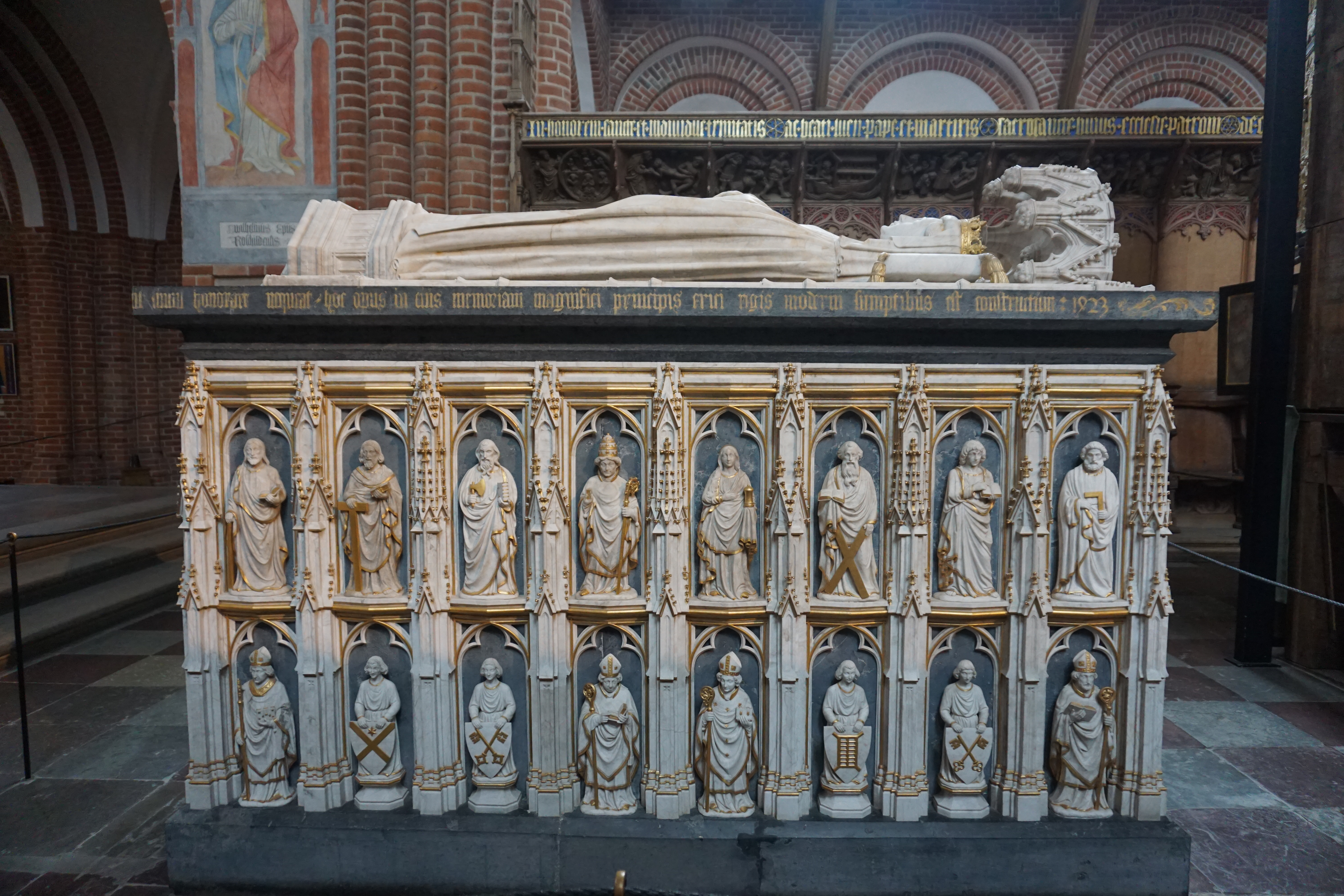
Sarkophag Margarethes in der Domkirche zu Roskilde

Nach dem Tod Herzog Erichs, des Sohns des mecklenburgischen Herzogs Albrecht III., im Juli 1397 ging die von ihm eroberte Insel Gotland an die Piratengruppe der Vitalienbrüder über. Konrad von Jungingen, der Hochmeister des Deutschen Ordens, verbündete sich mit Lübeck sowie anderen Städten, und seinen Soldaten gelang 1398 die Einnahme Gotlands. Die Piraten mussten die Insel räumen und verlagerten daraufhin ihre Raubzüge in die Nordsee. Margarethe verlangte die Rückgabe Gotlands, was der Deutsche Orden mit dem Argument ablehnte, dass er die Insel als Pfand ansehe, das Albrecht III. gehöre. Die Königin möge mit dem Mecklenburger darüber verhandeln. Margarethe akzeptierte schließlich nach langen Debatten den Standpunkt des Ordens und stimmte nach Vermittlung Lübecks und Stralsunds im Jahr 1405 einer Zahlung von 8000 Mark Silber an den mecklenburgischen Herzog zu, wenn dieser auf seine Rechte auf Gotland verzichte. Am 25. November 1405 fand sich Albrecht III. gegen diese Abfindungssumme auch zu einem endgültigen Friedensschluss mit Margarethe und zur Aufgabe seiner Ansprüche auf die skandinavischen Länder bereit. 1408 erhielt Margarethe schließlich Gotland zurück.

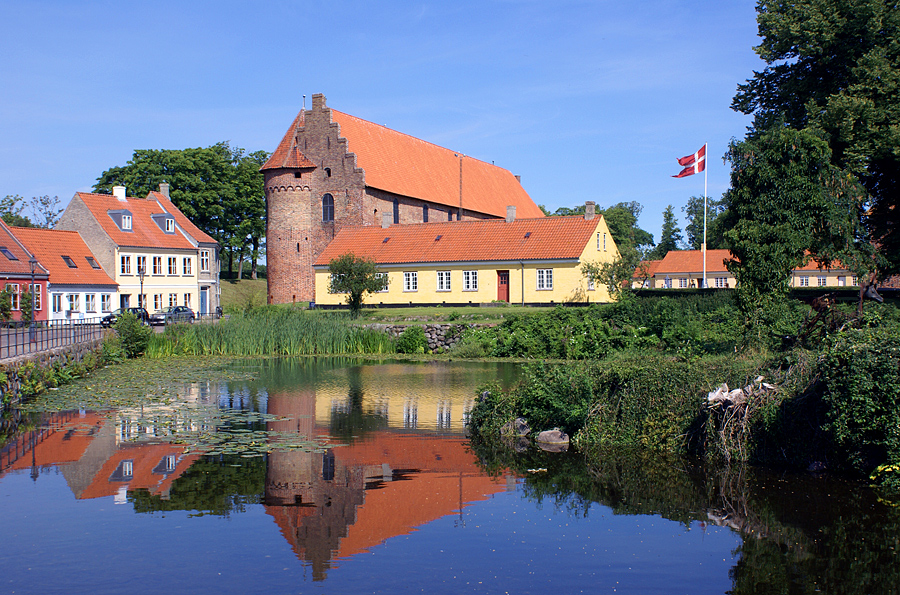
Schloss Nyborg gehörte zu den zahlreichen Reisepfalzen der Königin.

Zeitüblich regierte Margarethe ihre drei Reiche mittels eines Reisekönigtums, über das die Ausstellungsorte ihrer Urkunden Aufschluss geben. In der Zeit der Konsolidierung ihrer Herrschaft bis 1396 zeigte sie häufig Präsenz in Norwegen, meist Oslo, seltener Bergen; viermal war sie in Trondheim, wo die Königskrönungen im Nidarosdom stattfanden. In Dänemark weilte sie meist auf Seeland (am Bischofssitz Roskilde, auf Burg Vordingborg, Kalundborg und Slagelse), in Kopenhagen hingegen nur selten, zumal das Kopenhagener Schloss in den Kriegen ihres Vaters gegen die Hanse zerstört worden war. Auf Fünen war sie häufig am Sitz des dänischen Reichstags in Nyborg, seltener in Odense. In der im Mittelalter größten dänischen Stadt, Ribe in Schonen, ist ihr Aufenthalt nur zweimal nachgewiesen. Nach der Kalmarer Union bis zu ihrem Tod war sie häufiger in Kopenhagen, bereiste auch die wichtigen Orte ihres Herrschaftsbereichs regelmäßig und nutzte dafür die zahlreichen Königsburgen. Die einzige von ihr selbst errichtete Burg ist die Flensburger Duburg.
Nach dem Aufkommen von Gerüchten, dass Margarethes Sohn Olav nicht gestorben sei, sondern einem Vergiftungsversuch seiner Mutter, die allein habe regieren wollen, entkommen sei, behaupteten Kaufleute von Grudziądz im Jahr 1402, dass ein in dieser Stadt aufgetauchter kranker Bettler Olav sei. Margarethe bestellte diesen Falschen Olav nach Lund in Schonen und ließ ihn auf dem Scheiterhaufen verbrennen.
In ihren letzten Lebensjahren war Margarethes politisches Handeln vor allem von ihrem Konflikt mit den schauenburgischen Holstengrafen um das Herzogtum Schleswig geprägt. Zwar waren die Grafen in den legitimen Lehnsbesitz Schleswigs gelangt und hatten weitgehende Unabhängigkeit von Dänemark erreicht, doch änderte sich diese Situation durch den Tod Herzog Gerhards VI., der während seines Kriegs gegen Dithmarschen am 4. August 1404 mit zahlreichen Kriegern seines Ritterheers in einem Hinterhalt fiel. Danach war das holsteinische Grafengeschlecht politisch und militärisch für die nächsten Jahre kaum handlungsfähig. Gerhards Witwe Katharina Elisabeth von Braunschweig-Lüneburg führte für ihre minderjährigen Söhne die Vormundschaftsregierung, musste an dieser aber auch sechs adlige Räte beteiligen, von denen vor allem der Drost Erich Krummediek einflussreich war. Die Herzoginwitwe sah sich mit Forderungen von Gerhards Bruder, Bischof Heinrich von Osnabrück, konfrontiert, Mitwirkung an der Regentschaft und Anteile an Holstein zu erhalten. Katharina Elisabeth und ihre Partei ersuchten Margarethe und König Erik VII. um Hilfe, Gebietsansprüche des Bischofs auf Schleswig abzuwehren. Die dänische Herrscherin bekam damit Gelegenheit, sich wieder in die Geschicke Schleswigs einzumischen. Dabei kam ihr gelegen, dass potentielle Verbündete der Holstengrafen wie Lübeck damals aufgrund eigener Probleme nicht zu wirksamer Unterstützung fähig waren.
Margarethe nutzte die schlechte Finanzlage der holsteinischen Herzoginwitwe aus, die sich mehrmals Geld bei ihr borgen musste, um zahlreiche Schleswiger Schlösser samt deren Ländereien in ihren Pfandbesitz zu bringen. Der älteste Sohn des gefallenen Herzogs Gerhard VI., Heinrich IV., übersiedelte außerdem zu seiner weiteren Erziehung an den dänischen Hof. Da Margarethe aber die schleswigsche Aristokratenfamilie der Lembeks förderte, zerstritt sie sich mit Erich Krummediek, der u. a. die Heimholung des jungen Heinrich IV. durchsetzte. Auch griffen Margarethe und der schleswigsche Drost um 1408 auf verschiedenen Seiten in die Streitigkeiten der beiden Adelsgeschlechter der Achtrup und Sievert ein, die miteinander um die Erringung der Vorherrschaft in der bedeutenden Handelsstadt Flensburg kämpften. In diesem Konflikt stand Margarethe auf Seite der Achtrups, die zunächst die Oberhand gewannen, während Krummediek und die Herzoginwitwe Katharina Elisabeth die Sieverts unterstützten. Durch ihr Bündnis mit den Achtrups stieg Margarethes Einfluss in Flensburg. Als holsteinische Adlige, die sich in Schleswig niedergelassen hatten, Vorstöße gegen die Anhänger Margarethes machten, gab diese der Herzoginwitwe die Mitschuld an den Friedensbrüchen dieser Aristokraten. Die auf Betreiben der dänischen Herrscherin von König Erik aufgestellte Forderung, dass die Herzoginwitwe einen Schiedsspruch des dänischen Reichsrats akzeptieren möge, lehnte Letztere ab. Ihr Schwager Heinrich, der dem Amt des Bischofs von Osnabrück entsagt hatte und sich nun wieder mit ihr vertrug, reiste zur Beilegung des Konflikts mit Margarethe nach Fünen. Dort sah er sich aber durch auf ihn ausgeübten Druck genötigt, die Zahlung von 11.400 Mark als Schadensgutmachung für die Friedensbrüche der holsteinischen Adligen zu versprechen. Zur vorläufigen Begleichung dieser Schuld erfolgte zunächst die Abtretung von Flensburg und dem strategisch bedeutsamen Schloss Niehus an Margarethe und Erik als Pfand.
Obwohl sich Erik vertraglich verpflichtet hatte, Flensburg und Schloss Niehus wieder an Katharina Elisabeth auszuliefern. sobald diese ihre Schuld beglichen hätte, begann der dänische König nach der Besetzung Flensburgs mit dem umfassenden Ausbau der Festungswerke der Stadt und unterminierte damit offen die Herrschaft der Holsteiner. Dadurch entstand zwischen Erik und den Grafen von Holstein ein Krieg, in dem die Dänen im August 1410 bei Eggebek eine schwere Niederlage erlitten. Margarethe gewann aber einige deutschen Fürsten als Schiedsrichter, die auf einer Versammlung in Kolding im März 1411 bestimmten, dass Margarethe Flensburg und Niehus samt deren Landbesitz sowie andere große Territorien weiter als Pfand behalten dürfe. Damit hatte sie rund zwei Drittel von Schleswig unter ihre Kontrolle gebracht. Auch als Erich Krummediek die Eroberung Flensburgs gelang, entschied ein auf Margarethes Seite stehender mecklenburgischer Herzog, dass die Stadt in ihren Besitz zurückkehrte. Im Oktober 1412 reisten Margarethe und Erik nach Flensburg, um sich von den dortigen Bürgern den Treueeid schwören zu lassen. Dies ging über die Ansprüche einer bloßen Pfandherrschaft hinaus. Laut der Lübecker Kockschen Chronik ordnete Margarethe angeblich auch die Exekution mehrerer ihr feindlich gesinnter Ratsherren an. Plötzlich erkrankte sie an einer Pest (= rote Ruhr) und verstarb am 28. Oktober 1412 im Alter von 59 Jahren auf einem Schiff im Flensburger Hafen (vgl. auch mit der Sage vom Tod der Königin Margarethe im Flensburger Hafen).
Der inzwischen 30-jährige Erik war nun alleiniger Herrscher des nordischen Großreichs, zu dem auch Schleswig sowie die norwegischen Nebenländer Grönland, Island, die Färöer und die Shetland-Inseln und Orkney-Inseln gehörten. Er setzte die Politik seiner Großtante fort, wurde aber 1439 in Dänemark und in den Jahren danach auch in Schweden und Norwegen abgesetzt.

### Beisetzung im Dom zu Roskilde

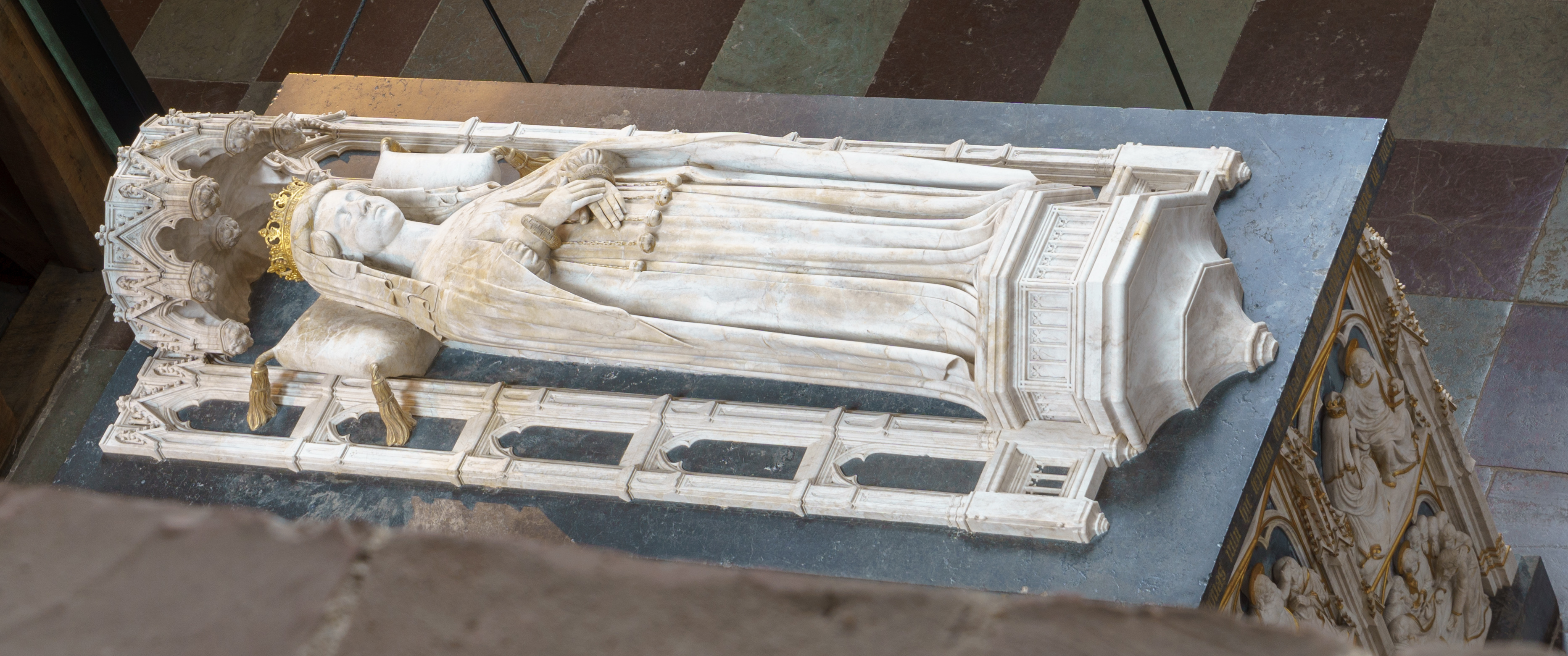
Deckel von Margarethes Sarkophag

Margarethe hatte gewünscht, im Kloster Sorø beigesetzt zu werden; dort hatten auch bereits ihr Vater Waldemar IV. und ihr Sohn Olav ihre letzte Ruhe gefunden. Im Sommer 1413 ordnete aber Bischof Peder Jensen Lodehat von Roskilde die Überführung von Margarethes Leichnam von Sorø in den Dom zu Roskilde an. Wahrscheinlich war sein Motiv dahinter, seiner Metropolitankirche eine größere Bedeutung zu verleihen. Der Roskilder Dom war auch die Begräbnisstätte für die meisten späteren dänischen Herrscher. Im Gegensatz zu den anderen 37 Königen, die hier bestattet wurden und in Nebenräumen ruhen, befindet sich Margarethes aus schwarzem Marmor verfertigter Sarkophag mitten vor dem Altar, gleichsam am prominentesten Platz des Weltkulturerbes. Den Deckel des Sarkophags ziert eine lebensgroße liegende Statue der großen Herrscherin aus Alabaster. Sie hat eine aufwändige Frisur und trägt eine leinene Kopfbedeckung mit einer Krone sowie ein tief ausgeschnittenes Kleid. Das originale Grabmal wurde 1423 von dem Lübecker Bildhauer Johannes Junge vollendet (ein verworfenes Bruchstück befindet sich im Lübecker St. Annen-Museum); da jedoch die kleineren Verzierungen beschädigt, im späten 18. Jahrhundert entfernt und erst zwischen 1862 und 1912 ersetzt wurden, ist die Statue das wohl einzige original erhaltene Teil.

## Nachwirkung
Dass die von 1972 bis 2024 regierende dänische Königin Margrethe II. so heißt, ist kein Zufall: Margrethe II. ist die erste Herrscherin auf dem dänischen Thron (dessen Hauptsitz bald nach dem Tod von Margarethe I. von Roskilde nach Kopenhagen verlegt wurde) seit 1412.
In der Stadtgeschichte Flensburgs taucht Margarethe I. nicht nur als prominentestes Opfer der Pest von 1412 auf, sondern auch als Bauherrin der historischen Marienburg, der späteren Duvenburg oder Duburg. Diese Burg sollte mit dazu beitragen, die dänische Herrschaft über das Herzogtum Schleswig zu verewigen. Die Duburg existiert nicht mehr. Heute steht auf dem ehemaligen Schlossgrund die deutschsprachige Schloss-Duburg-Schule – Städtische Handelslehranstalten und eine Mietwohnhausgruppe. Daneben, dort wo einst das Torhaus, ein Gebäude für die Pferde und Pferdeknechte stand, und durch das man zum Vorhof gelangte, steht heute auf einem Teilstück des besagten Gebäudes die Duborg-Skolen, das ältere der beiden dänischen Gymnasien außerhalb des dänischen Königreichs. Ein neuer Anbau der Schule steht ungefähr dort, wo zeitweise wohl ein Schlossgarten war. Die anliegende Straße heißt heute Margarethenstraße.

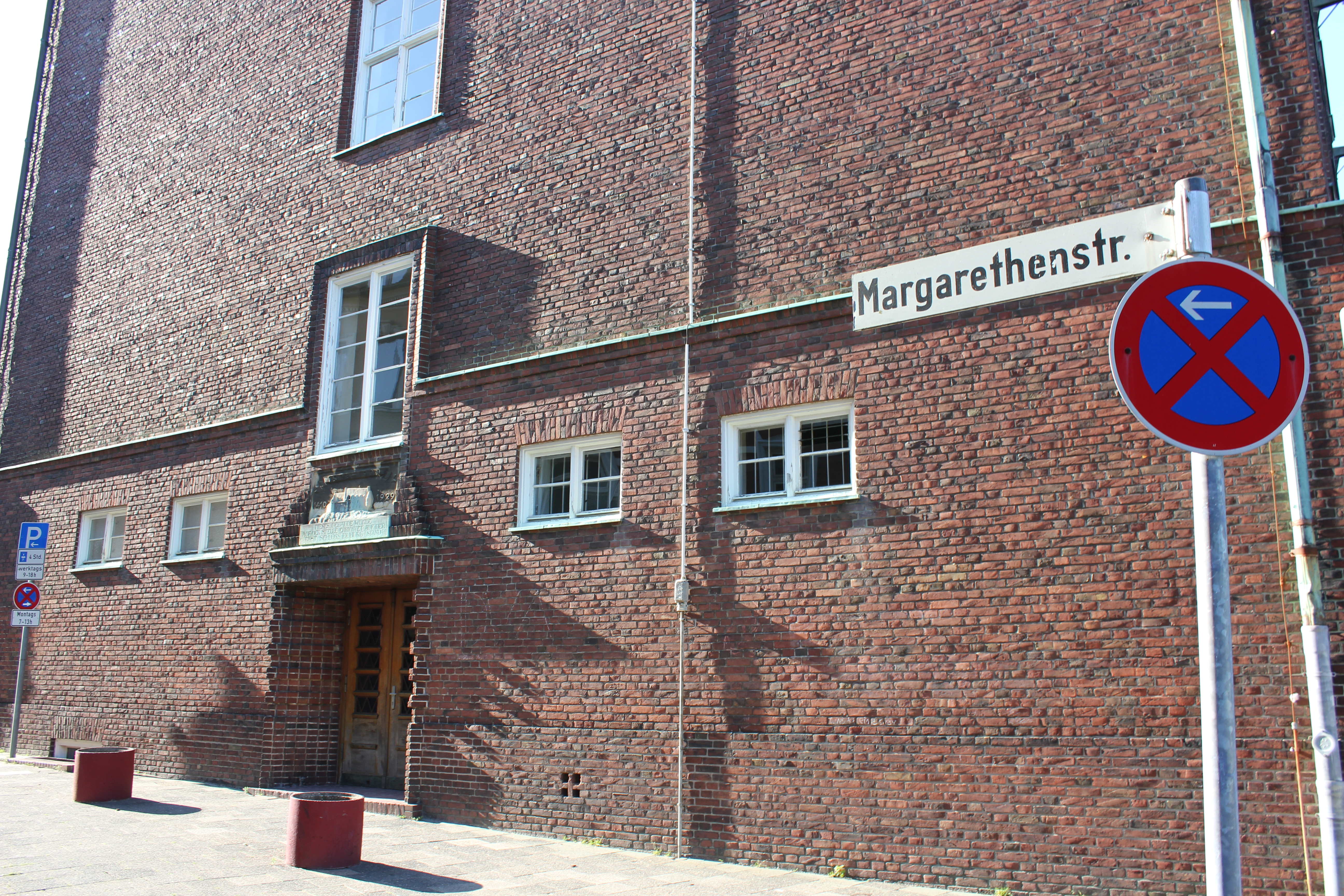
Straßenschild der Margarethenstraße bei der Schloss-Duburg-Schule, mit der Gedenktafel zur Duburg oberhalb der Tür.
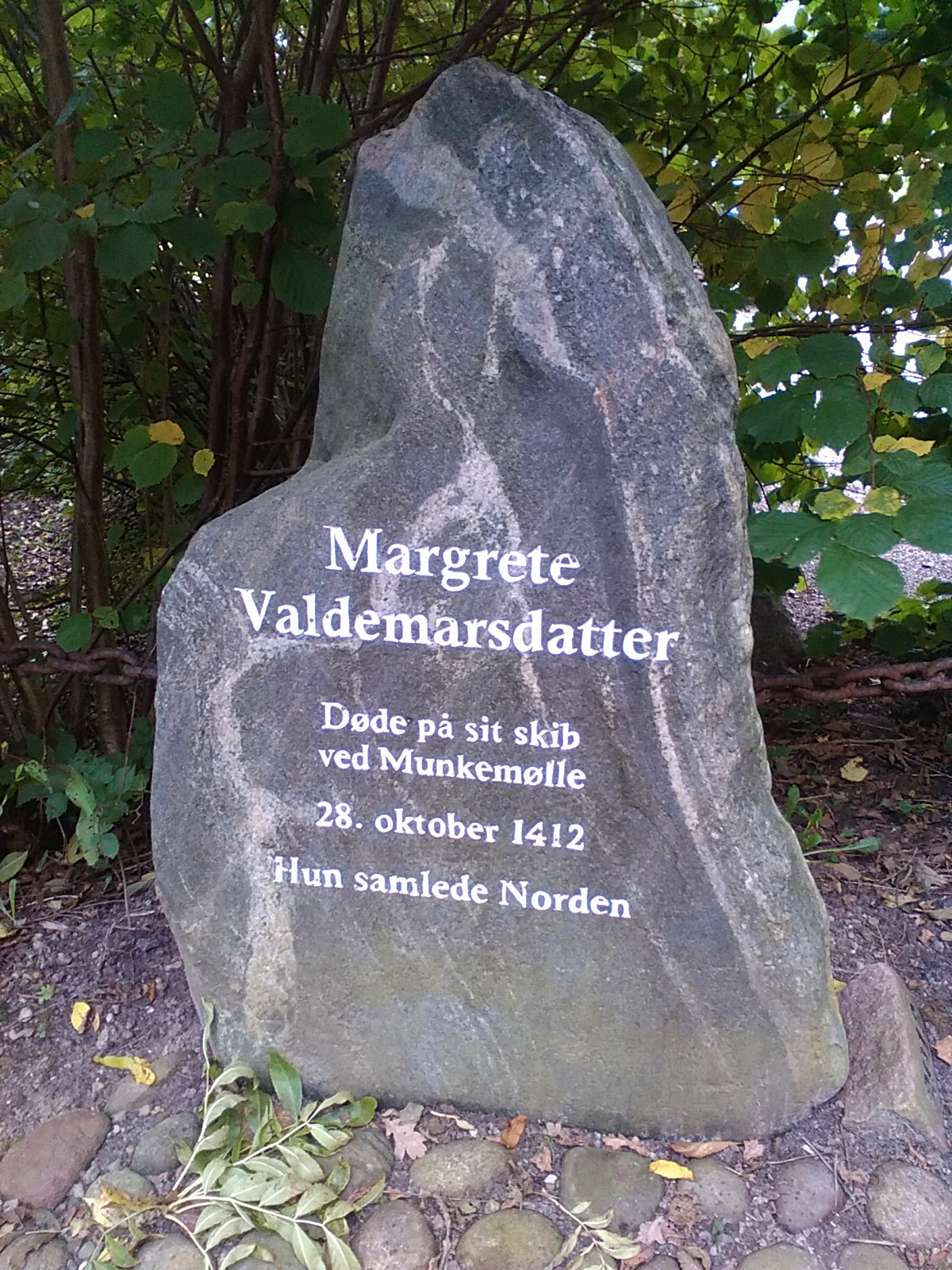
Gedenkstein für Margarethe I. in Munkemølle auf dänischer Seite der Flensburger Förde nahe den Ochseninseln.

## Filme
- Die Königin des Nordens. 120 Min. Regie: Charlotte Sieling. Dänemark 2021. Mit Trine Dyrholm als Margarethe I.